# San Felipe Teotlalcingo
San Felipe Teotlalcingo es una localidad del estado mexicano de Puebla. Es cabecera del municipio de San Felipe Teotlalcingo.

## Demografía
| Censo | Población |
| ----- | --------- |
| 1900  | 1344      |
| 1910  | 1412      |
| 1921  | 1223      |
| 1930  | 1464      |
| 1940  | 1694      |
| 1950  | 2019      |
| 1960  | 2413      |
| 1970  | 3103      |
| 1980  | 4379      |
| 1990  | 5029      |
| 1995  | 5552      |
| 2000  | 5642      |
| 2005  | 5809      |
| 2010  | 6166      |
| 2020  | 7,24      |